# Taleb Tawatha
Taleb Tawatha (en árabe: طالب طواطحه; Jisr az-Zarqa, Israel, 21 de junio de 1992) es un exfutbolista israelí de origen beduino que jugaba como defensa.

## Trayectoria

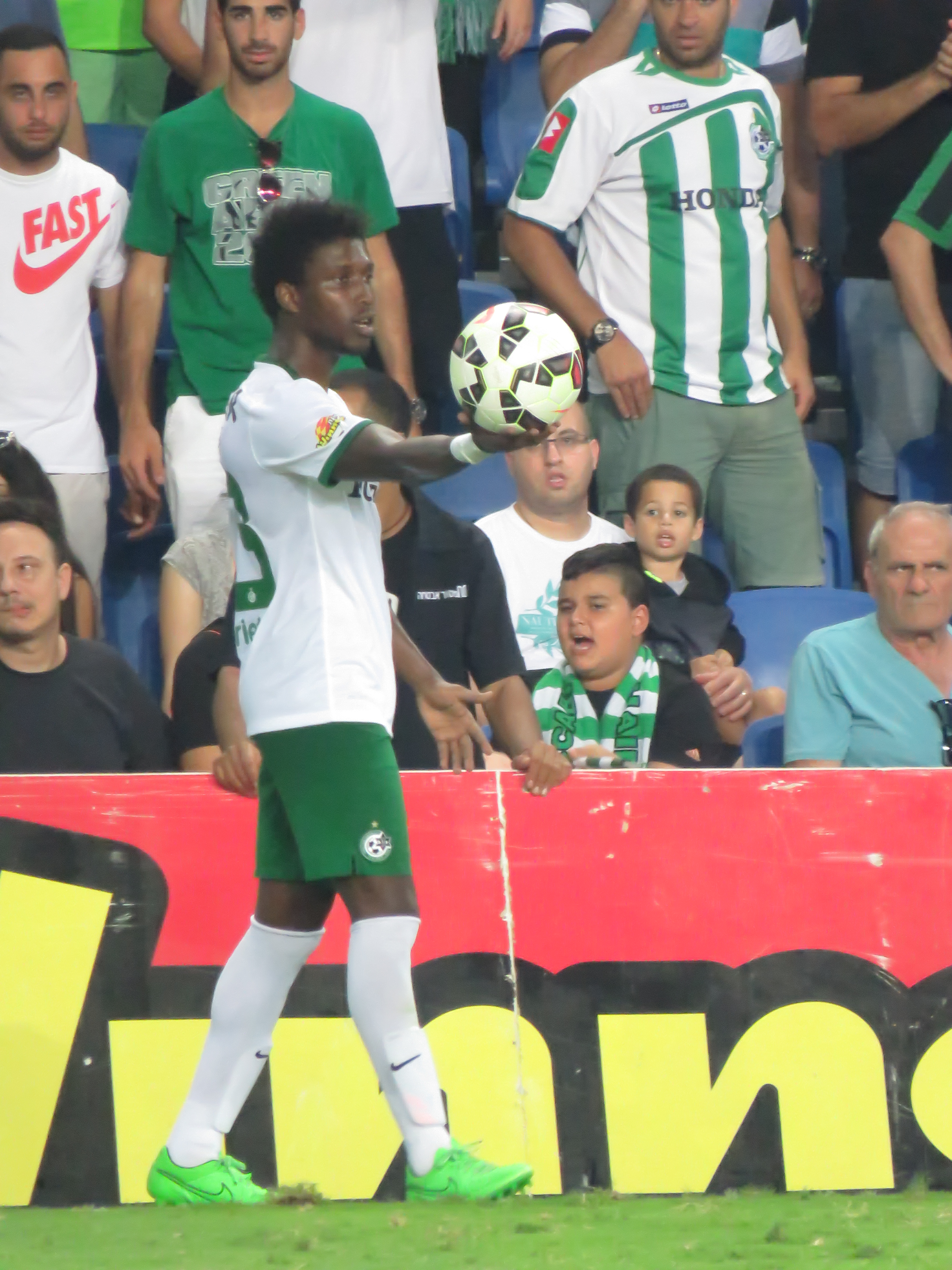
Tawatha en Maccabi Haifa en 2015.

De padres sudaneses, Tawatha creció y se entrenó en los equipos juveniles del Maccabi Haifa FC. El 21 de noviembre de 2009 hizo su debut en el equipo profesional. Su temporada de avance fue la 2010/2011 en la que ayudó al Maccabi Haifa a ganar el campeonato de la Liga Premier de Israel, anotó un gol y asistió en cinco desde su posición como lateral izquierdo. Tawatha ganó el "Young Discovery Award" y fue incluido en el equipo ideal de la temporada. En 2016 ganó la Copa de Israel con el Maccabi Haifa.
En 2016 fue vendido al Eintracht Fráncfort.
Tras rescindir contrato con el conjunto alemán a finales de agosto de 2019, el 11 de septiembre del mismo año, el PFC Ludogorets Razgrad anunció su contratación.
En noviembre de 2024, debido a varios problemas físicos, anunció su retirada a los 32 años.

## Clubes
| Club                        | País     | Año       |
| --------------------------- | -------- | --------- |
| Maccabi Haifa F. C.         | Israel   | 2009-2016 |
| Eintracht Fráncfort         | Alemania | 2016-2019 |
| P. F. C. Ludogorets Razgrad | Bulgaria | 2019-2020 |
| Maccabi Haifa F. C.         | Israel   | 2020-2022 |
| Bnei Sakhnin                | Israel   | 2022-2024 |

## Palmarés

### Torneos nacionales
| Título                   | Club                        | País     | Año     |
| ------------------------ | --------------------------- | -------- | ------- |
| Liga Premier de Israel   | Maccabi Haifa F. C.         | Israel   | 2010-11 |
| Copa de Israel           | Maccabi Haifa F. C.         | Israel   | 2015-16 |
| Copa de Alemania         | Eintracht Fráncfort         | Alemania | 2017-18 |
| Primera Liga de Bulgaria | P. F. C. Ludogorets Razgrad | Bulgaria | 2019-20 |
| Liga Premier de Israel   | Maccabi Haifa F. C.         | Israel   | 2020-21 |
| Supercopa de Israel      | Maccabi Haifa F. C.         | Israel   | 2021    |
| Copa Toto Al             | Maccabi Haifa F. C.         | Israel   | 2021-22 |
| Liga Premier de Israel   | Maccabi Haifa F. C.         | Israel   | 2021-22 |